# 정연두
정연두(鄭然斗, Yeondoo Jung, 1969년 8월 24일~)는 대한민국의 미디어아티스트로 허구와 현실의 경계를 드나드는 사진 및 영상, 퍼포먼스 작업을 해오고 있다.

## 생애
정연두는 1969년 경남 진주 출생으로 서울대학교 조소과 학사, 영국 런던 골드스미스대학교 대학원 석사를 졸업했다.
2007년 최연소이자 사진-영상부분에서는 최초로 국립현대미술관 올해의 작가상을 수상했고 2008년 상하이비엔날레 아시아유럽문화상 등을 수상한 그는 전 세계 미술 시장의 동향을 전하는 미국 잡지 《아트 앤 옥션(Art + Auction)》이 2012년 6월호 특집호에서 선정한 '가장 소장 가치 있는 50인의 작가' 중 아시아계 작가로서는 유일하게 한 명으로 선정되었는데 한국 미술가로서는 처음이다.
2008년에는 뉴욕현대미술관(MOMA)이 그의 첫 비디오 작품 `다큐멘터리 노스탤지어`를 구입했다. 뉴욕현대미술관이 한국인 작가의 미디어 작품을 구입한 것은 백남준 이후 처음이라 화제가 되었다.
이런 국제적인 활동으로 '제2의 백남준'이라 불리기도 하지만 작가 자신은 그런 평에 대해 '너무 설익은 판단'이라고 말했다.
2009년에는 카바레 연극 '몬스터'(연출 수르야)의 무대미술가로 예술영역을 확대했다.
2011년 '예술가의 장한 어머니상' -어려운 여건 속에서 자녀를 훌륭한 예술인으로 키운 어머니의 공을 기리기 위해 제정된 상- 의 수상자로 정연두 작가의 어머니가 선정되기도 했다.

## 개인전
- 2001년 <보라매 댄스홀>
- 2002년 <화복루> <도쿄 브랜드 시티>
- 2003년 <내 사랑 지니>
- 2004년 <이상한 나라>
- 2006년 <아유 론썸 투나잇>
- 2007년 <로케이션> <원더란드>
- 2008년 <다큐멘타리 노스탈지아>
- 2014년 <무겁거나, 혹은 가볍거나>[13]